# Turandot (Carlo Gozzi)
Turandot è una commedia di Carlo Gozzi andata in scena nel 1762. Giacomo Puccini vi trasse ispirazione per la sua ultima opera, Turandot, così come in precedenza avevano fatto Antonio Bazzini, maestro di Puccini al Conservatorio di Milano e autore della Turanda del 1867, e Ferruccio Busoni, il quale aveva composto una Turandot tratta dalla commedia di Gozzi nel 1917. Anche Bertolt Brecht si ispirò a questo testo per la propria Turandot.

## Sinossi

### Primo atto
Il protagonista Calaf, principe di Astrakan spodestato e costretto all'esilio, si rifugia a Pechino dove reincontra il suo tutore, Barach, che, fingendosi un persiano, col falso nome di Assan ha sposato una locandiera cinese da cui ha avuto una figlia, Zelima, schiava di corte.
Calaf narra al suo vecchio tutore le vicissitudini seguite alla perdita del trono: la fuga attraverso il deserto con la madre e col padre Timur, il rifugio presso il re dei Carzani, che li rende schiavi, la sconfitta di quest'ultimo per mano del Gran Khan Altoum, il nascondiglio dei genitori presso il re Alinguer, il tentativo di Calaf di diventare soldato del gran Khan.
A sua volta, Barach racconta a Calaf la vicenda di Turandot, la figlia del Gran Khan Altoum, che, rifiutando di sposarsi, sottopone i suoi pretendenti a una sfida crudele: essi, per poter ottenere la sua mano, devono prima risolvere tre enigmi posti loro da otto saggi. Se falliscono, verranno decapitati e le loro teste esposte sulle mura della città, che infatti sono ornate di teschi. Calaf, che aveva già sentito parlare di questa vicenda, inorridisce nello scoprire che non si trattava di una leggenda come credeva.
Nel frattempo arriva Ismaele, il tutore del principe di Samarcanda che si era appena sottoposto alla prova, fallendo e finendo decapitato. Prima di morire, il principe ha voluto baciare il ritratto della principessa, ritratto che Ismaele in un accesso di disperazione getta a terra, calpestandolo. Calaf rimane ammaliato alla visione dell'immagine della principessa e decide di sottoporsi anch'egli alla prova.
Barach tenta invano di dissuaderlo. Calaf dona al suo vecchio tutore e a sua moglie una borsa di monete d'oro, come lascito da dare ai poveri e ai sacerdoti se dovesse anch'egli fallire la prova.

### Secondo atto
Alla corte del Gran Khan Altoum servono le maschere della commedia dell'arte: Truffaldino, capo degli eunuchi che litiga con Brighella, maestro dei paggi; Pantalone, veneziano divenuto segretario di corte e consigliere del Khan; Tartaglia cancelliere.
L'imperatore, venuto a conoscenza della sfida lanciata da Calaf e addolorato per l'ennesima fine che si prospetta per un pretendente, ne discute con Pantalone. Arriva Calaf e l'imperatore e i suoi consiglieri tentano a loro volta di farlo recedere dalle sue intenzioni ma Calaf si mostra deciso ad affrontare la prova.
Entra in scena la principessa, accompagnata dalle due schiave di corte, Zelima, figlia di Barach, e Adelma, ex-principessa figlia del re dei Carzani di cui Calaf era stato schiavo dopo la perdita del suo trono. Adelma, segretamente innamorata di Calaf, lo riconosce immediatamente.
Turandot sottopone i suoi enigmi e tra la sorpresa e il giubilo generale Calaf riesce a darne la soluzione: il sole, l'anno e il leone dell'Adria (Venezia). Esplode la gioia a corte ma la principessa, che non vuol darsi per vinta, chiede una sfida di rivincita. Il gran Khan Altoum è contrario ma Calaf, non desiderando sposare una donna che lo odia, accetta la richiesta della principessa, sfidandola a sua volta a risolvere un enigma: deve indovinare la sua vera identità e se vi riuscirà, Calaf sarà decapitato.

### Terzo atto
Adelma, non accettando più di essere ridotta in schiavitù pur essendo di sangue reale, decide di sfidare la morte pur di sfuggire alla sua situazione.
Turandot nel frattempo si confida con l'altra schiava Zelima: non accetta l'idea del matrimonio perché considera gli uomini tutti come intimamente traditori, pronti a trattare le donne come schiave e a tenerle deboli e sottomesse e quindi vuole risolvere a tutti i costi l'enigma del principe.
Adelma, gelosa per le imminenti nozze di Calaf e decisa a impedirle, suggerisce a Turandot che sicuramente a Pechino c'è chi può sapere l'identità del principe, basta solo trovarlo e ricompensarlo adeguatamente.
Calaf nel frattempo chiede al suo ex tutore Barach, l'unico a conoscere la sua vera identità, di mantenere il segreto. Arrivano Brighella, Pantalone e Tartaglia a tentare di far parlare Calaf, senza risultato. Il vecchio Timur, padre di Calaf, dal suo rifugio intanto vede il figlio scortato dai soldati e lo chiama per nome. Barach lo supplica di star zitto e troppo tardi l'anziano re, rimasto vedovo, capisce la situazione. La moglie di Barach rivela il nome di Calaf e gli eunuchi di Truffaldino li arrestano.

### Quarto atto
Timur, Barach e la sua famiglia vengono portati davanti a Turandot, che ha dato ordine di torturarli. I due tentano di resistere ma il vecchio Timur si lascia sfuggire la parola figlio. Turandot quindi capisce di trovarsi di fronte a un re, padre del suo pretendente, e lo libera, ordinando di torturare al suo posto Barach, reo di aver obbligato Timur al silenzio.
Adelma chiede a Turandot di mandarla da Calaf per estorcergli il nome, dicendo però di aver bisogno della moglie di Barach, della figlia Zelima e di oro per corrompere le guardie. Turandot accetta.
Il gran Khan Altoum a sua volta ha cercato informazioni su Calaf, mantenendole segrete. Tenta di dissuadere la figlia, chiedendole di lasciar andare il principe, ma Turandot ribatte che desidera umiliare il giovane come lei è stata umiliata pubblicamente con la risoluzione degli enigmi dei saggi. Il Khan si adira e se ne va.
Continuano intanto i tentativi per far parlare Calaf, tutti vani: Brighella lo mette in guardia da possibili fantasmi che potrebbero rubargli il segreto; la moglie di Barach, travestita da soldato, gli chiede di mettere il suo nome per iscritto per poter salvare la vita al marito; Zelima gli confida che Turandot in realtà è innamorata di lui ma che lo sposerà solo se lui le rivelerà il suo vero nome; Truffaldino tenta di approfittare di un momento in cui Calaf si addormenta per farlo parlare nel sonno.
Arriva infine Adelma, che sveglia Calaf e gli rivela di essere la figlia del re dei Carzani, raccontando poi le tristi vicende della sua famiglia: la madre e le sorelle fatte annegare dopo la sconfitta, un fratello, anch'egli pretendente di Turandot, morto decapitato per non aver saputo risolvere gli enigmi. Adelma infine, mentendo, avvisa Calaf che Turandot ha intenzione di farlo uccidere prima dell'alba. Calaf, colpito dalla storia di Adelma, le crede. Adelma quindi gli propone di fuggire subito insieme e tentare di riconquistare il trono perduto del padre. Calaf però, deciso a sposare Turandot, non accetta la proposta.
All'alba, arriva Brighella a prendere in consegna Calaf per portarlo dalla principessa. Calaf, per via del racconto di Adelma, è convinto di andare verso la morte.

### Quinto atto
Arrivati a palazzo, Turandot, tra la sorpresa generale, rivela a tutti il nome di Calaf. Adelma infatti ha rivelato alla principessa l'identità del principe, nell'estremo tentativo di impedire le nozze. Turandot però ha deciso di sposare il giovane principe.
Adelma tenta il suicidio ma viene salvata e Turandot, in segno di ringraziamento, le rioffre la libertà e il regno. 
Anche Timur, saputo che il suo usurpatore è caduto vittima di un complotto, riesce a tornare in possesso del suo trono.
Turandot chiede quindi  perdono per quel che ha fatto e per il suo odio passato verso gli uomini e, felice, sposa Calaf.